# 앤터니 플루

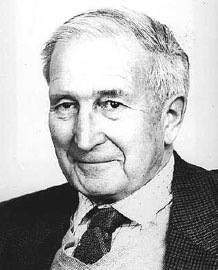

앤터니 플루(Antony Flew, 1923년 2월 11일 ~ 2010년 4월 8일)는 영국의 철학자였다. 분석철학과 증거주의 학파에 속한 학자로서 종교철학을 탐구하였다.
그는 생애 대부분 기간 동안 대표적인 무신론 사상가로 알려져 있었으며, 증거가 발견되기 전까지 신이 없음을 가정해야 한다는 회의론적 논변을 역설해 왔다. 또한 내세에 관한 믿음을 비판하고 악의 문제에 관한 자유의지론적 반론을 공격한 것으로도 유명하다. 그는 무신론을 크게 '약한 무신론'과 '강한 무신론'으로 구분짓는 기준을 처음 제시하였다.
그러나 2004년 그는 사상을 전향하여 이신론적 논증 하에 우주의 지적 설계자, 곧 신의 존재를 믿는다고 밝혀 동료 학자들을 놀라게 했다. 그가 신의 존재를 인정하게 된 계기는 정밀한 자연법칙이 어디서 왔는지 알 수 없다는 이유, DNA가 매우 복잡한데 그것을 무생물로 부터 나왔다고 설명하기 곤란하다는 이유 등 여러 자연주의의 명확한 한계에 이르자 그는 이성을 따라 무신론 가정을 철회하고 이신론자가 되었다. 2007년에는 이에 관하여 Roy Abraham Varghese와 함께 《존재하는 신》(There is a God)을 출판하여 논쟁을 일으켰다.
이외에 비형식적 오류 중 하나인 진정한 스코틀랜드인의 오류(no true Scotsman fallacy)를 개발한 것으로 잘 알려져 있다.